# Отрадное (Донецкая область)
Отрадное (укр. Одрадне) — посёлок в Великоновосёлковском районе Донецкой области Украины. 
Население по переписи 2001 года составляло 387 человек. Почтовый индекс — 85532. Телефонный код — 6243. Код КОАТУУ — 1421284603.

## История
24 мая 2025 года, в ходе боёв на новопавловском направлении, посёлок под оккупацией ВС РФ.

## Местный совет
85532, Донецька область, Великоновосілківський район, с-ще Роздольне, вул. Шкільна, 19, 9-23-86  (укр.)